# غلريز قهرمان
غلريز قهرمان (بالإنجليزية: Golriz Ghahraman) و(بالفارسية: گلریز قهرمان) هي سياسية وكاتبة نيوزلندية من حزب الخضر النيوزلندي ذات أصل إيراني ولدت في سنة 1981 في مدينة مشهد لأب فارسي شيعي وأم كردية سنية. نشأت في عائلة علمانية وهي تعتبر نفسها لاأدرية. تخصصت بدراسة التاريخ من جامعة أوكلاند وثم حصلت على شهادة الأستاذية في قوانين حقوق الإنسان الدولية من جامعة أكسفورد. أنتخبت كعضوة في البرلمان النيوزيلندي في سنة 2017 حتى عام 2024، عندما استقالت وسط اتهامات متعددة بالسرقة من المتاجر، والتي أُدينت بها لاحقًا.

## حياتها وتعليمها
وُلدت قهرمان في إيران عام 1981. عاشت عائلتها في مشهد، ثاني أكبر مدينة في إيران، فقد كان والدها مهندسًا زراعيًّا يعمل في وزارة الزراعة في مجال البحث والتطوير حول الوقود البديل المستخرج من النباتات. درست والدتها علم نفس الأطفال، لكنها كانت تعارض أخلاقيًا فكرة "أن يُلزم علماء النفس بتقديم الولاء لدين معين"، لذا رفضت اجتياز الامتحانات الإسلامية المطلوبة لممارسة المهنة ولم تعمل بها أبدًا. كان والدها شيعيًا ووالدتها سنية كردية، لكن لم يكن أي منهما متدينًا.